# Videokaart

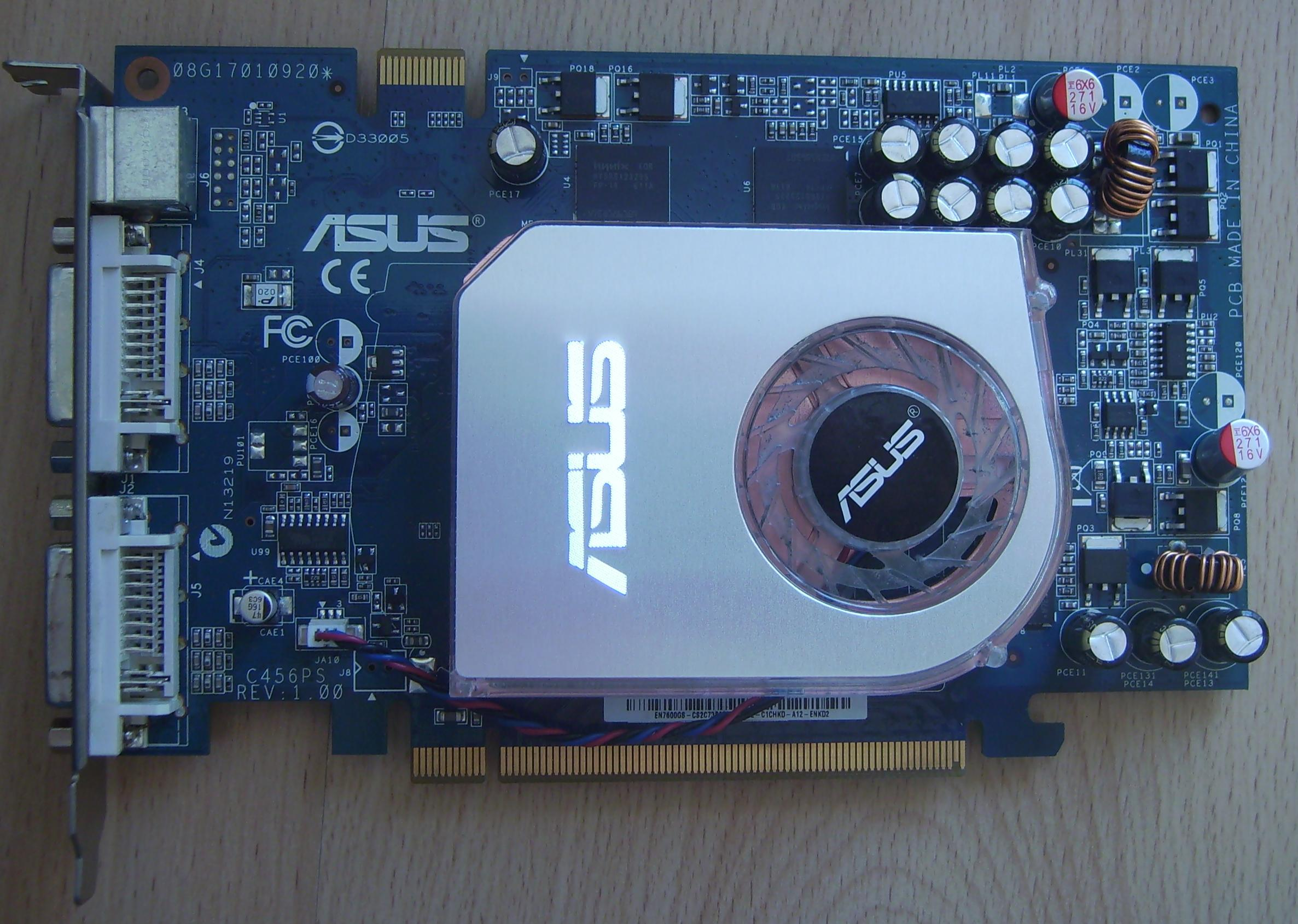
Asus Nvidia 7600 GS

Een videokaart of grafische kaart is een interface tussen een computer en het beeldscherm. Het belangrijkste onderdeel van moderne grafische kaarten is de GPU, die zoveel mogelijk grafische taken overneemt van de processor (CPU). Niet alle computers hebben anno 2021 nog een discrete ('losse') videokaart. De meeste pc's, laptops en tablets die worden geproduceerd, hebben een videokaart die is geïntegreerd in de processor of het moederbord. Losse grafische kaarten worden normaal gesproken in de computer zelf ondergebracht.

## Soorten videokaarten
Grofweg zijn er twee typen videokaarten te onderscheiden:
- Onboard: De elektronica is in het moederbord of de processor geïntegreerd. Deze versie bezit vaak geen eigen geheugen, maar gebruikt het werkgeheugen van het systeem. Deze oplossing biedt standaardprestaties. Omdat de video een deel van het gewone werkgeheugen gebruikt wordt deze oplossing wel Shared Memory Architecture (SMA) genoemd. Dit is afhankelijk van de hoeveelheid die in BIOS is in te stellen. Nieuwere desktop-processors van zowel Intel als AMD bevatten geïntegreerde grafische functionaliteit die de onboard-videokaart in het moederbord overbodig maken.
- Insteekkaart: Deze kaarten worden op het moederbord aangesloten door middel van een bus of een poort. In chronologische volgorde, met steeds betere prestaties, zijn de volgende architecturen gangbaar in pc-systemen:
  - ISA (Industry Standard Architecture). Deze kaarten worden niet meer geproduceerd.
  - PCI (Peripheral Component Interconnect). Deze worden nog wel geproduceerd, maar niet veel meer. De kaarten zijn niet erg krachtig naar moderne maatstaven.
  - AGP (accelerated graphics port). Deze worden nog wel gemaakt, maar door de lagere bandbreedte ten opzichte van PCI-Express worden ze in geavanceerde systemen niet meer toegepast.
  - PCI-Express (Peripheral Component Interconnect Express). De verbeterde, seriële versie van PCI.

Met de CGA-kaart in 1981 begon de ontwikkeling van videokaarten voor IBM-compatibele pc's. Zie Standaard voor weergavemodus voor de verdere geschiedenis.
Videokaarten zijn sterk in ontwikkeling. Elke nieuwe generatie kaarten levert in het algemeen dubbel de prestaties van de vorige. Steeds meer mensen gebruiken hun computer om spellen op te spelen en zijn bereid daar geld aan uit te geven. De druk om steeds snellere videokaarten te ontwikkelen en de mogelijkheid om grafisch geavanceerdere spellen te ontwerpen versterken elkaar.

## Opbouw
Een videokaart bestaat uit deze onderdelen:

### Grafische processor (GPU)
Een GPU is een speciale processor ontworpen voor het verwerken van grafische data. De GPU berekent de beeldopbouw en versnelt het renderen van 3D-beelden. De prestaties van een GPU kunnen worden uitgedrukt in flops (doorgaans gigaflops, gezien de snelheid). Enkele onderdelen in moderne GPU's zijn onder andere:
- TMU's (Texture Modelling Units): plaatsen, zoals de naam al zegt, de textures over een 3D-model.
- ROP's (Render back-ends): processoren voor rasteroperaties zoals blending en anti-aliasing.
- Stream Processors (shaders): verantwoordelijk voor visuele effecten en vertexoperaties. Bij de betere videokaarten zijn hiervan vele aanwezig in de GPU. Ze vervangen het vroegere pixelpipelineprincipe.
- De geheugeninterface. Verzorgt de communicatie met het gebruikte VRAM.

De belangrijkste fabrikanten zijn NVidia en AMD.

### Videogeheugen (VRAM)
Hierin wordt een digitale representatie van het beeld opgeslagen, alsmede sjablonen hiervoor, zoals textures. Hoe meer geheugen er op een videokaart zit, hoe meer voorbewerkte beeldonderdelen erin passen. Hierdoor hoeven minder compromissen tussen snelheid en detailweergave gesloten te worden. Een groot videogeheugen is bij hoge resoluties belangrijker, want hoe hoger de resolutie, des te meer pixels er zijn en hoe meer geheugen er moet zijn om de textures op te kunnen slaan. Ook gebruikt anti-aliasing veel geheugen. Dit wordt vooral gebruikt in spellen. Een kaart met een groter geheugen is alleen aanmerkelijk sneller als die een meer geavanceerde chipset bezit. De grootte van het geheugen wordt uitgedrukt in bytes en de snelheid in hertz (Hz). De bandbreedte van het geheugen wordt uitgedrukt in gigabyte per seconde (GB/s) en kan berekend worden door de busbreedte in bytes te vermenigvuldigen met de snelheid in hertz.
Net als het RAM gebruikt het videogeheugen DDR-technologie.
- GDDR6X: Dit wordt sinds 17 september 2020 toegepast in de high-end-videokaarten van vooral NVIDIA, waaronder de RTX 3080 en RTX 3090.
- GDDR6: Dit wordt sinds 20 september 2018 toegepast in de high-end-videokaarten van vooral NVIDIA waaronder de RTX 2080 en RTX 2080 Ti.
- HBM: Voor het eerst toegepast in 2015 in de Fury-serie van AMD. HBM is, in tegenstelling tot vorige VRAM-standaarden, op de videochip zelf vastgezet. Hierdoor zijn hogere snelheden en een lager verbruik mogelijk terwijl de grafische kaart juist kleiner wordt.
- GDDR5X: Dit wordt toegepast vanaf 2016 in sommige kaarten, zoals de GTX 1080 van NVIDIA. GDDR5X heeft meer bandbreedte dan GDDR5, maar lagere productiekosten dan HBM.
- GDDR5: Dit wordt toegepast vanaf 2008 op bepaalde AMD(ATI)-videokaarten, zoals de HD4870. Het is DDR-geheugen, dat tweemaal 32 keer per klokperiode data kan verwerken. Onder andere nVidia's Fermi-architectuur en de serie ATI Radeon HD5000 en oudere HD4870/HD4890 maken gebruik van dit type geheugen. Het draait dan ook meestal rond de 4,7 GHz tot 5,1 GHz.
- GDDR4: uitgevonden in 2006 en wordt toegepast sinds 2007. Het is DDR-geheugen, dat 32 keer per klokperiode data kan verwerken. GDDR4-geheugen werkt op lagere spanningen dan GDDR3, DDR2- en DDR-geheugen.
- GDDR3: In 2005 de meest gebruikte soort. Dit is DDR-geheugen, dat twee keer per klokperiode data kan verwerken. GDDR3-geheugen werkt op lagere spanningen dan DDR2- en DDR-geheugen.
- DDR2: Sneller dan DDR-geheugen doordat het vier keer per klokperiode data kan verwerken. DDR2-geheugen wordt echter vele malen warmer dan DDR- en GDDR3-geheugen, waardoor de toepassing op grafische kaarten wordt beperkt.
- DDR-geheugen: Trager dan GDDR3, maar goedkoper. DDR-geheugen zit vaak op de goedkopere kaarten.
- Gedeeld: Hierbij wordt geheugen van de computer zelf gebruikt. Dit is trager, maar wel goedkoper dan DDR op de videokaart.

## Aansluitingen
De meest voorkomende aansluitingen tussen de videokaart en monitor zijn:
- Digital Visual Interface (DVI)
- S-Video (tv-uitgang)
- VGA (D-Sub)
- HDMI
- DisplayPort

## Koelers
Tegenwoordig zijn videokaarten standaard met een koeler uitgerust. Deze koelt voornamelijk de GPU en het VRAM. Hoe hoger het verbruik van de videokaart, des te meer warmte hij produceert. Temperaturen boven de 80 graden Celsius vormen geen uitzondering. Verder gebruiken oude videokaarten vaak meer stroom in verhouding tot hun prestaties.
De drie meest voorkomende vormen van koeling zijn:
- Passieve koeling: Hierbij is een groot koelprofiel met ribben toegepast. Het profiel neemt de warmte van de GPU en andere onderdelen op en geeft de warmte weer af aan de omringende lucht. Passieve koelers maken geen geluid. Ze zijn vaak van koper gemaakt, omdat dit de warmte beter geleidt dan aluminium.
- Actieve luchtkoeling: een ventilator is boven op het koelprofiel geplaatst. Deze blaast de warme lucht tussen de koelribben weg. Dit is effectiever dan passieve koeling. Deze vorm van koeling produceert geluid. De warme lucht kan weggeblazen worden in de computerkast, maar kan ook naar buiten geblazen worden.
- Waterkoeling: Hierbij wordt met vloeistof de warmte van het koelblok op de videokaart naar een radiator elders getransporteerd. Waterkoeling wordt gebruikt als actieve luchtkoeling niet toereikend is, zoals bij overklokken het geval kan zijn. Dankzij het grote koeloppervlak van de radiator is er minder luchtverplaatsing nodig zodat waterkoeling ook stiller is. Waterkoeling is duur in aanschaf en vraagt ook geregeld onderhoud. Er zijn grafische kaarten waarbij de waterkoeling al door de fabrikant gemonteerd is.

Een videokaart met een passieve koeling hoeft niet altijd een stillere computer op te leveren. De warmte van de videokaart verwarmt in dat geval de computer van binnen. Er is dan alsnog een ventilator nodig om de warme lucht naar buiten te blazen. Een ventilator op de videokaart die de warme lucht meteen naar buiten blaast kan soms een stillere computer opleveren.

## Extra stroomtoevoer
De PCI-E x16-sleuf kan maximaal 75 watt leveren. Dit is voor veel videokaarten te weinig. Deze kaarten bezitten een of meer extra voedingsaansluitingen via een kabel. Hieraan zit meestal een 6 pinsconnector (stekker). Sommige videokaarten vragen nog meer stroom en passen een 8 pinsconnector toe. Ook de combinaties 2x6 pins, 2x8 pins, 1x6 pins+1x8 en 3x8 pins komen voor. Deze stroom moet rechtstreeks vanaf de voeding komen. Hiervoor is een sterke en moderne voeding nodig. Verder gebruiken oude videokaarten een 4 pin-Molex-connector.

## Meerdere videokaarten tegelijk in gebruik
In een computer kunnen meerdere videokaarten geplaatst worden. Deze kunnen samenwerken voor betere prestaties, zoals bij een SLI- of Crossfire-opstelling. Ze kunnen ook onafhankelijk van elkaar gebruikt worden om meerdere gebruikers tegelijkertijd te laten werken zoals bij multiseat.

### SLI en Crossfire
Het is mogelijk om twee, drie of zelfs vier videokaarten te laten samenwerken bij de beeldopbouw. Het rekenwerk wordt dan verdeeld over de aan elkaar gekoppelde kaarten. Deze technologie heet SLI bij nVidia-videokaarten en Crossfire bij ATI- en AMD-kaarten. De snelheidswinst is beperkt, doordat er rekenkracht voor extra overhead wordt gebruikt.
SLI van Nvidia werkt alleen met identieke kaarten met dezelfde chipset. Zo kan een Asus 8800GT met een MSI 8800GT gecombineerd worden, maar geen Asus 8800GT met een Asus 7900GT. Die twee kaarten worden meestal met een (verharde) kabel aan elkaar verbonden.
ATI's Crossfire werkt anders. Bij Crossfire maakt het niet uit welk merk/chipset gebruikt wordt, mits die Crossfire ondersteunt. Een nadeel is dat Crossfire zich terugschakelt naar de traagste kaart, daarom is het het beste om twee identieke kaarten te nemen.
De snelheidsverschillen tussen SLI en Crossfire zijn minimaal.

### Multiseat
Als meerdere videokaarten in een computer geplaatst worden, is het mogelijk om met meerdere gebruikers op dezelfde computer te werken. Dit wordt aangeduid met multiseat. Elke gebruiker heeft dan een eigen beeldscherm, muis en toetsenbord. Het aantal gebruikers kan variëren van twee tot acht of nog meer.
Voor Microsoft Windows zijn er enkele programma's die dat mogelijk maken.
In Linux is multiseat mogelijk zonder extra programma, doordat de processen in Linux onafhankelijk van elkaar werken. In de praktijk is het echter niet eenvoudig te realiseren. In een multiseat-opstelling in Linux wordt soms voor iedere gebruiker Microsoft Windows door middel van virtualisatie opgestart. Zo lijkt het alsof iedere gebruiker zijn eigen Windows-computer heeft.

## Meerdere video-uitgangen
Als een computer meerdere video-uitgangen heeft, hetzij via meerdere videokaarten of bijvoorbeeld via een DVI- en HDMI-uitgang op dezelfde kaart, kan op elk een beeldscherm worden aangesloten dat de betreffende standaard accepteert. In bureabladomgevingen zoals die van Windows 10 kan dan worden aangegeven of ze hetzelfde moeten weergeven of samen als één groot scherm moeten worden beschouwd. In het laatste geval kan ook worden aangegeven hoe de schermen ten opzichte van elkaar zijn geplaatst. De muiscursor loopt dan overeenkomstig door van het ene naar het andere scherm.

## Fabrikanten
Een aantal GPU-fabrikanten, van groot naar klein:
- Intel: hoewel Intel voornamelijk CPU's produceert, hebben ze ook geïntegreerde grafische processoren (die aanzienlijk mindere prestaties leveren dan discrete grafische kaarten). Een volwaardige grafische processor onder de codenaam Larrabee raakte nooit in productiefase.[1]
- NVIDIA: NVIDIA maakt de GeForce-serie voor de consument en de Quadroserie voor professioneel gebruik.
- AMD, vroeger ATI: AMD maakt de Radeonserie voor de consument en de Fire/FireGL-serie voor de professionele markt.
- Matrox-chipsets en -kaarten voor de professionele markt. Dit zijn kaarten die meestal speciaal ontworpen zijn voor meer dan één monitor.
  - De fabrikanten verwerken de GPU samen met de andere videokaartonderdelen. Enkele voorbeelden zijn: XFX, EVGA, ASUS, HIS, Point-Of-View, Gainward, Chainteck, Gecube, Expert Vision, Leadtek, MSI, Sapphire en Club3D. Er zit weinig verschil tussen de kaarten van deze fabrikanten: meestal een ander softwarepakket, type geheugen en prijs. Soms wijkt een fabrikant af van de standaardkaart en verandert de klokfrequenties door ze standaard over te klokken. Dit wordt vaak aangeduid met OC (overclocked). Ook kiezen sommige fabrikanten een andere koeler, die geluidsarmer is of beter koelt.
- 3Dlabs die richt zich op de professionele markt, maar is een kleinere speler.
- S3, die de Chromeserie maakt. Deze kaarten onderpresteren, vergeleken bij hun directe concurrenten.